# 地不容
地不容（学名：Stephania epigaea）为防己科千金藤属的植物，是中国的特有植物。分布在中国大陆的云南、四川等地，生长于海拔1,200米至2,700米的地区，多生长在石山，目前尚未由人工引种栽培。

## 延伸阅读
[在维基数据编辑]
 《植物名實圖考·地不容》，出自吳其濬《植物名實圖考》